# William Knox Martin
William Knox Martin (Salem, Virginia, 1894 - Watertown, Nueva York, 28 de julio de 1927) fue un pionero de la aviación estadounidense que introdujo los primeros aviones en Colombia.

## Vida personal
En 1921, Martin se casó con Isabel Vieco en la Zona del Canal de Panamá y tuvieron tres hijos, entre ellos el pintor William Knox Martin Jr.

## Pionero de la aviación comercial
En junio de 1919, Martin y el industrial colombiano Mario Santo Domingo inauguraron el correo aéreo en Colombia con un vuelo entre Barranquilla y Puerto Colombia, donde Santo Domingo entregó el saco de correo.
En 1920 fue el primer aviador en sobrevolar los Andes, en un viaje de Honda a Bogotá.

## Muerte
En 1927 pereció en un accidente automovilístico en Watertown, Nueva York. Su viuda se reubicó de Salem, Virginia, a Nueva York.

## Homenaje
En 2012 se le rindió homenaje en Barranquilla con motivo de los cien años de la aviación en Colombia con la  inauguración de un modelo a escala del primer avión que piloteó en Colombia via Barranquilla-Santa Marta .